# Neuer Nekrolog der Deutschen
Le Neuer Nekrolog der Deutschen est un ouvrage de référence biographique avec des nécrologies pour les "Allemands" décédés, qui est publié de 1824 à 1854 en 30 volumes et 3 volumes d'index.
La nécrologie est une continuation de la nécrologie de Friedrich von Schlichtegroll, parue de 1791 à 1806. L'éditeur est Friedrich August Schmidt, l'ouvrage est publié par Bernhard Friedrich Voigt, d'abord à Ilmenau, à partir de 1835 à Weimar.
Le successeur est l'ouvrage Biographisches Jahrbuch und deutscher Nekrolog d'Anton Bettelheim, paru de 1897 à 1917 et traitant des morts entre 1896 et 1913.